# Federico Pellegrino
Federico Pellegrino (n. 1 septembrie 1990, Aoste, Valle d'Aosta, Italia) este un schior de fond ce a reprezentat Italia, medaliat olimpic. A participat la 3 ediții ale Jocurilor Olimpice (2014, 2018, 2022) în care a câștigat 2 medalii de argint.